# NGC 2221
NGC 2221 é uma galáxia espiral (Sa) localizada na direcção da constelação de Pictor. Possui uma declinação de -57° 34' 43" e uma ascensão recta de 6 horas, 20 minutos e 15,8 segundos.
A galáxia NGC 2221 foi descoberta em 4 de Dezembro de 1834 por John Herschel.